# Альбуміни

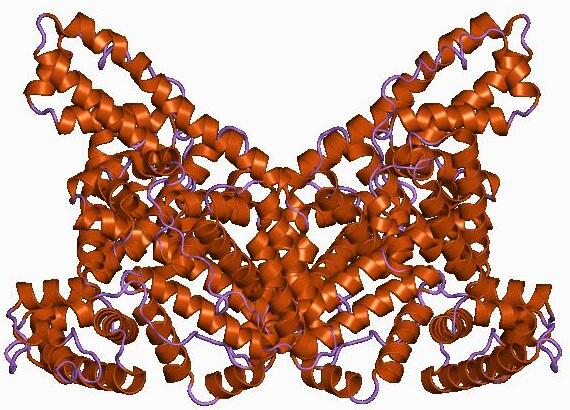
Альбумін

Альбуміни (лат. albumen — білок) — прості глобулярні білки. Дуже поширені в природі.  Входять до складу рослинних та тваринних тканин, розчинні у воді, у розчинах солей, лугів, кислот. Мають дуже низький вміст гліцину, але багаті на сірковмісні та дикарбонові амінокислоти, здатні утворювати чітко оформлені кристали (глобуліни). Зокрема, входять до складу білка яєць, молока, сироватки крові, насіння, плодів тощо. Відіграють велику роль у життєдіяльності організмів. Альбуміни розчинні у воді, кислотах і лугах, при гідролізі утворюють амінокислоти, при нагріванні коагулюють. Широко застосовуються у харчовій і текстильній промисловості. Сироватковий альбумін людини широко використовується як кровозамінник та компонент поживних середовищ.